# Sønder Asmindrup
Sønder Asmindrup er en bebyggelse cirka 10 kilometer syd for Holbæk, er center for Sønder Asmindrup Sogn. Bebyggelsen tæller cirka 30 indbyggere. Sønder Asmindrup ligger ca. 2 kilometer vest for stationsbyen Vipperød som sammen med Holbæk udgør de uddannelsesmæssige, kulturelle og økonomiske centre for lokalbefolkningen.